# Bormio
Bormio (lombardsky Bormi, rétorománsky Buorm) je město a obec v italské provincii Sondrio v oblasti Lombardie. Leží nedaleko státní hranice se Švýcarskem v Italských Alpách. Je známé především jako lyžařské středisko, kromě toho se zde nacházejí také horké termální prameny soustředěné v lázních Bagni Vecchi, Bagni Nuovi a Terme di Bormio. V roce 2010 zde žilo přes čtyři tisíce obyvatel.

## Geografie
Bormio leží v horní části údolí Valtellina na řece Adda. Přes čtyři průsmyky je možno dostat se na další místa:
- přes průsmyk Stelvio do Jižního Tyrolska
- přes průsmyk Umbrailpass do švýcarské obce Val Müstair
- přes průsmyk Foscagno do města Livigno
- přes průsmyk Gaviapass do obce Ponte di Legno

## Historie
Díky své poloze v Alpách a horkým termálním pramenům je místo dlouhodobě oblíbené. Cestovali sem už příslušníci římské aristokracie. Většina lázeňských pramenů je využívána doposud. Město se rozprostírá okolo historických míst Piazza Cavour a Via Roma, jež ležela na obchodní stezce mezi Benátkami a Švýcarskem. Bormio tak disponuje zachovalým středověkým středem města. Nad městem stojí zřícenina hradu Castello di San Pietro. První zmínky o něm pocházejí z doby před rokem 1200 a dobyt byl roku 1376, z čehož se již nikdy nevzpamatoval. Těsně pod hradem je zřícenina kostela svatých Petra a Pavla, který byl postaven po zničení hradu a roku 1817 vyhořel.

## Alpské lyžování
Bormio je také známé lyžařské středisko, kde jsou pravidelně pořádány závody Světového poháru v alpském lyžování. V letech 1985 a 2005 zde byla uspořádána mistrovství světa v alpském lyžování. Okolo města se nachází řada sjezdovek s celkovou délkou přes 50 km. Nejdelší sjezdovka je dlouhá 6 km. Je zde také 14 lyžařských vleků a řada lyžařských škol.
Do ski areálu patří kromě samotného Bormia na svazích Cima Bianca ještě další menší lyžařská střediska San Colombano a Santa Caterina Valfurva.
Na sjezdovce Pista Stelvio, která je pojmenována po průsmyku Stelvio, jsou pravidelně pořádány závody Světového poháru v alpském lyžování. Jedná se o jednu z nejnáročnějších sjezdovek na světě a v rámci závodů světového poháru o druhou nejdelší sjezdovku po trati Lauberhorn ve švýcarském Wengenu. V sezóně světového poháru 2010/2011 měla sjezdovka na délce 3270 m celkové převýšení 1010 m.

## Osobnosti
- Deborah Compagnoni (* 1970) – čtyřnásobná olympijská medailistka v alpském lyžování

## Galerie

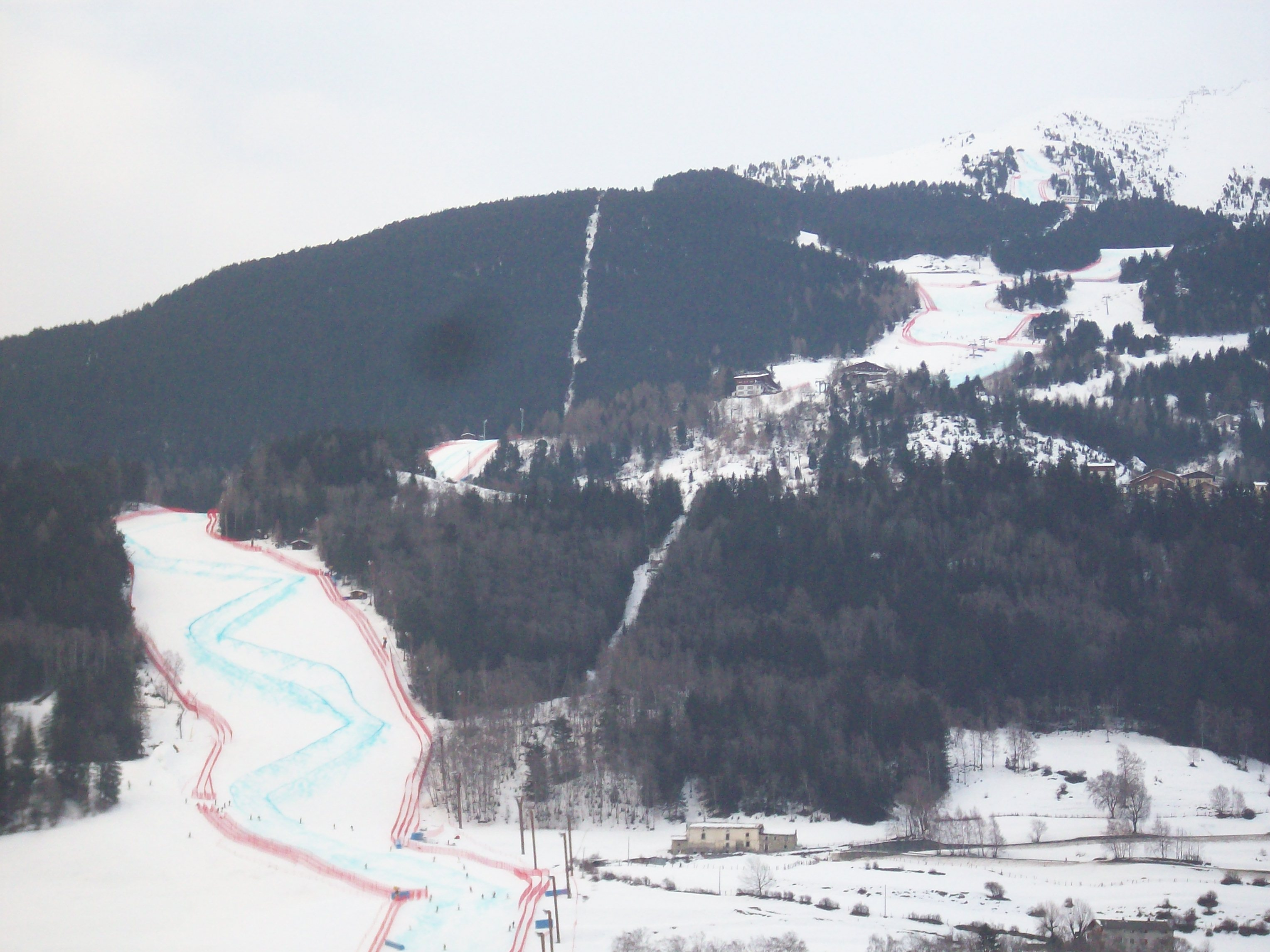
Sjezdovka Pista Stelvio
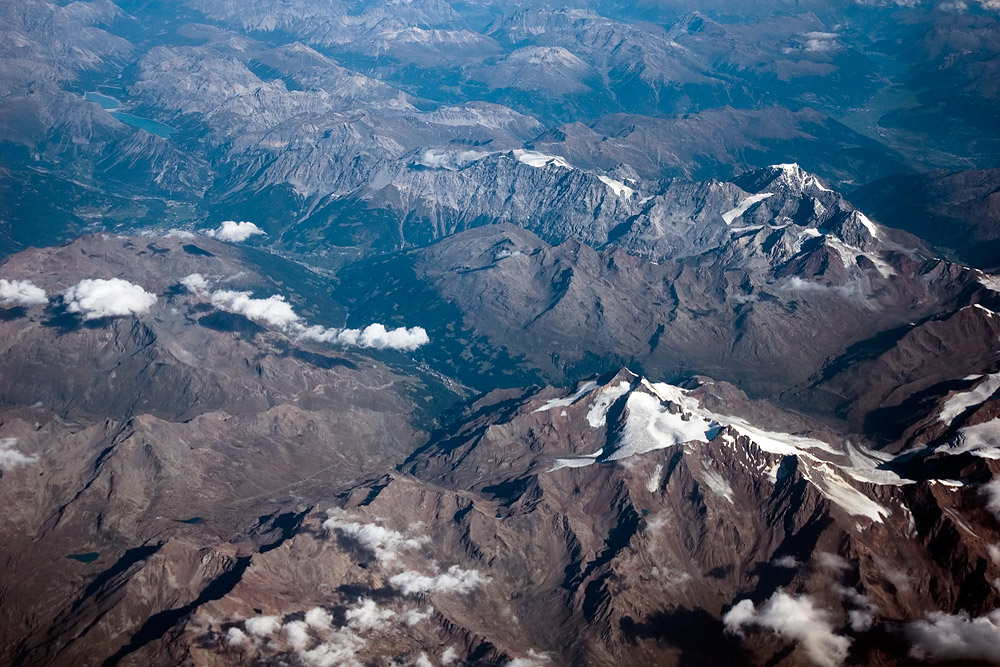
Letecký pohled na obce Bormio a Valfurva
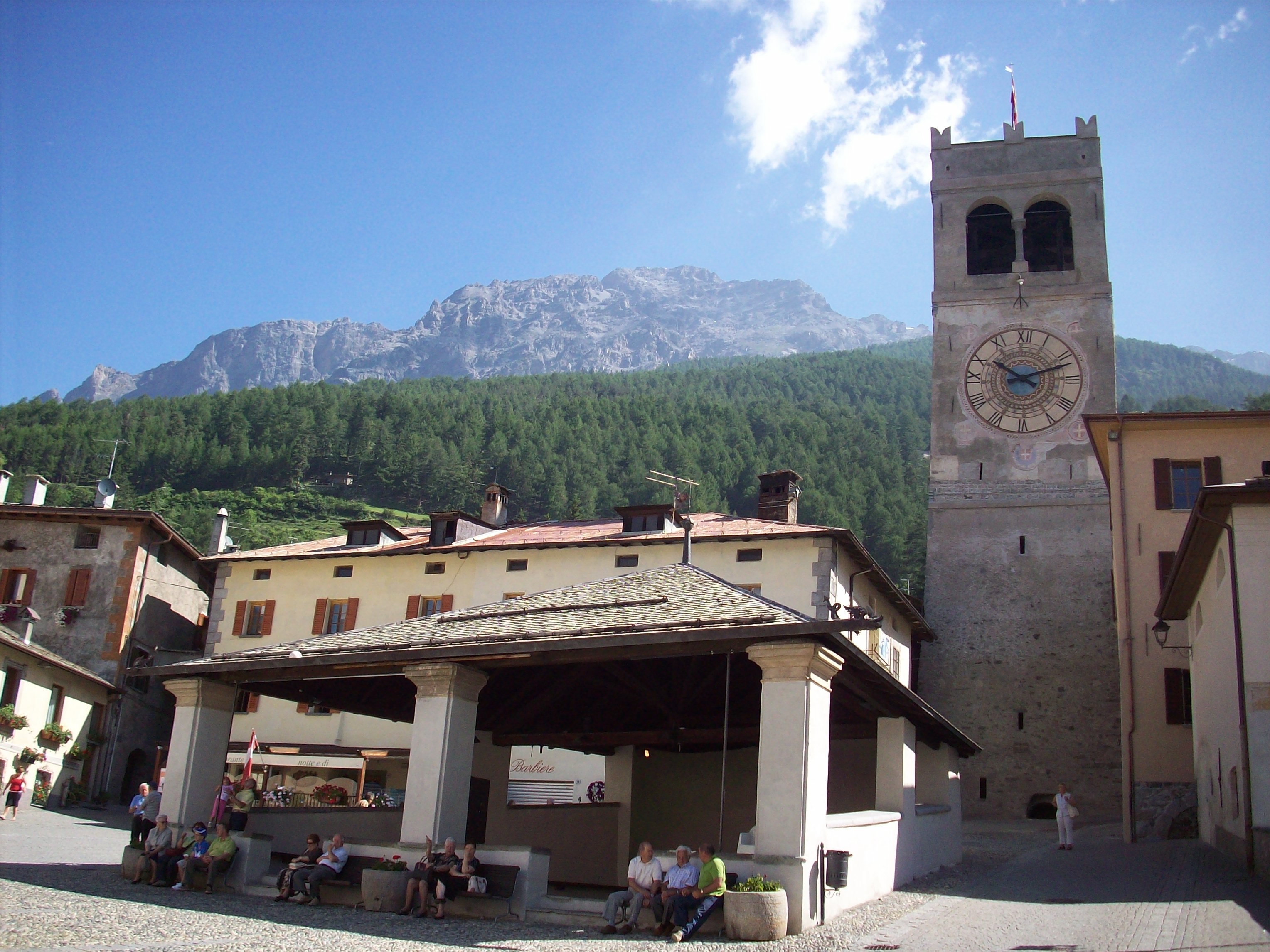
Historické centrum města